# 梁祐維
梁 祐維（レオン ヤオワイ、2002年1月13日 - ）は、香港のサッカー選手。ポジションはDF。

## クラブ歴
元朗足球会の下部組織でサッカーを始め、傑志体育会、東方足球隊双方の下部組織にも在籍した。
2017-18シーズンに南華足球隊で選手となり、シーズンで11試合1得点の記録を残した。
2018年9月にGSロウレスの下部組織に移籍した。2020年1月にCDコヴァ・ダ・ピエダーデとプロ契約を締結した。しかしU-23チーム止まりで、トップチームでの出場機会はなかった。
2022年8月にタイ・リーグ3のチェンライ・シティFCに完全移籍した。
2023年3月19日、日本フットボールリーグのレイラック滋賀FCに完全移籍した。
2024年1月9日、南区足球会に移籍した。

## 代表歴
U-15からの各年代で代表に選出されている。